# Partille socken
Partille socken i Västergötland ingick i Sävedals härad och är sedan 1971 en del av Partille kommun, från 2016 inom Partille och Sävedalens distrikt.
Socknens areal är 59,29 kvadratkilometer varav 57,10 land. År 1951 fanns här 12 675 invånare.  En del av tätorten Göteborg, tätorterna Öjersjö, Kåhög Sävedalen och Jonsered samt Partille med sockenkyrkan Partille kyrka ligger i socknen.   

## Historik

### Administrativ historik
Socknen har medeltida ursprung. 1571 införlivades Utby socken vars område 1928 kyrkmässigt överfördes till Göteborgs Gamlestads församling
Vid kommunreformen 1862 övergick socknens ansvar för de kyrkliga frågorna till Partille församling och för de borgerliga frågorna bildades Partille landskommun. Landskommunen  ombildades 1971 till Partille kommun. Samma år bröts Sävedalens församling ut ur församlingen.

Utbynäs Villastad började anläggas 1905. Området Utby tillhörde Partille till 1928 då det övergick till Göteborgs stad.
1 januari 2016 inrättades distriktet Partille och Sävedalen, med samma omfattning som motsvarande församling hade 1999/2000 och fick 1971, och vari detta sockenområde ingår
Socknen har tillhört län, fögderier, tingslag och domsagor enligt vad som beskrivs i artikeln Sävedals härad. De indelta soldaterna tillhörde Västgöta regemente, Elfsborgs kompani och Elfsborgs regemente, Marks kompani och Göteborgs Stads-Vakts-kompani.

### Allmän historik
För 10 000 år sedan var Partille täckt av vatten. Människor började permanent i området under stenåldern, en hällkista i Jonsered på gränsen till Lerum finns som belägg. Partille som jordbruksbygd började utvecklas på allvar från yngre stenåldern (cirka 3000 f Kr). Gårdar blev sedermera byar, till exempel Mellby och Lexby. Området kristnades under medeltiden och Partille kyrka uppfördes under 1200-talet. Partille finns omnämnt i skriftliga källor 1362.
Digerdöden ska enligt en gammal sägen i Partille ha dödat två tredjedelar av invånarna.
Under 1500- och 1600-talen drabbas Partille av gränskrigen mellan Sverige och Danmark. Partille pantsattes till Danmark under 6 år efter fredsfördraget i Knäred, då Sverige tvingades betala en miljon riksdaler till Danmark för att återfå Älvsborgs fästing. Tiden då Partille låg under dansk ockupation beskrivs som hård. Danska soldater ska ha plundrat utan lov och betalning. En mängd ekskog höggs också ner i trakten, som bönderna i Partille tvingades köra till Älvsborg, där den senare användes för att bygga danska fartyg.
Under kriget mot Danmark 1657 blev Partille platsen för ett slag då Harald Stake mötte och besegrade en dansk styrka. Enligt traditionen utspelade sig detta slag i terrängen mellan Ugglums by och Partille herrgård.
Partille industrialiserades under 1800-talet då flera verksamheter etablerades längs med Säveån. Den första industrialiseringen skedde i Jonsered där Jonsereds fabriker grundades av William Gibson 1833. Verksamheten blev en betydande textil- och verkstadsindustri i Västsverige.
1898 startades Partille Yllefabriks Aktiebolag. Bolaget leddes av direktör Jörg Jebsen som kom att bidra till skapandet av Partille Villastad, numera känt som Paradiset, ett område med villor i nationalromantisk stil. Ett av de mer framträdande husen som byggdes var Villa Porthälla på uppdrag av Ernst Harbeck. Den mest framgångsrika industrin var Motorfabriken Eck som tillverkade elektriska motorer och verktygsmaskiner. Kemiföretaget Dr. Ernst Harbeck AB etablerades vid samma tid. Andra verksamheter var konserveringsfabrik (1906–1915), korkfabrik och shoddyfabrik.
Under 1950-talets tillväxtår etablerades ny industri, bland annat Daros kolvringstillverkning, Triumf Glass och matgrossisten Olegruppen AB. Partille kom att byggas ut med flera bostadsområden under 1950- och 1960-talet som radhusområden i Lexby och anläggandet av Björndammen med Björndammens centrum. I Sävedalen byggdes bland annat Soldatängen. Villaområden växte fram eller byggdes ut ytterligare i bland annat Sävedalen, Kåhög och Kåbäcken. En rad skolor byggdes från 1950-talet och fram till 1970-talet: Lillegårdsskolan, Lexby skola, Oxledsskolan och Vallhamraskolan. Kvastekulla griftegård invigdes 1959. På 1980-talet började Öjersjö utvecklas från område med sommarstugor till permanentboende i Kåsjöområdet. I Furulund byggdes under 1980-talet ett komplex med terrasserade balkonger av HSB.

## Geografi och natur
Partille socken ligger närmast öster om Göteborg kring Säveån. Socknen har odlingsbygd i ådalen och är i övrigt en mossrik kuperad skogsbygd.
Det finns fyra naturreservat i socknen. Jonsereds strömmar som delas med Lerums socken i Lerums kommun och Bokedalen ingår i EU-nätverket Natura 2000 medan Björnareåsen och Knipeflågsbergen är kommunala naturreservat. Den största insjön är Stora Kåsjön.
Sätesgårdar var Partille herrgård och Jonsereds säteri.

## Fornlämningar
Från bronsåldern är gravrösen funna. Från järnåldern finns ett gravfält.

## Befolkningsutveckling
Befolkningen ökade relativt regelbundet från 1 176 1810 till 30 420 1990.

## Namnet
Namnet skrevs 1382 Parthellä och kommer från kyrkbyn. Efterleden innehåller hälla, 'stenhäll'. Förleden har oklar tolkning.
Namnet skrevs före 1917 Partilleds socken . 